# Colt Studio Group
COLT Studio Group est une société de production de vidéos pornographiques gays. Créée en 1967 à New York, elle s'est ensuite déplacée à Los Angeles puis San Francisco.

## Historique
Le photographe américain Jim French crée la compagnie en 1967 pour vendre des magazines et des calendriers d'hommes nus. Il prend le pseudonyme de Rip Colt pour produire et réaliser ses films.
En 2007, une controverse est née quand il a été révélé que le maire de San Francisco avait signé une déclaration faisait du 23 février le jour de COLT Studio, pour les quarante ans de la compagnie.
En 2010, le studio est racheté par John Rutherford. En 2011 le studio est déclaré en faillite.

## Filmographie choisie
- 1977 : Timberwolves avec Al Parker[5]
- 1983 : The Best of COLT Films (compilation)
- 1987 : The Best of COLT Films 7 (compilation)
- 2003 : Reload réalisé par John Rutherford
- 2004 : Buckleroos réalisé par John Rutherford et Jerry Douglas
- 2005 : Wide Open réalisé par John Rutherford
- 2008 : Paradise Found réalisé par Kristofer Weston
- 2013 : Muscle ridge réalisé par Kristofer Weston
- 2014 : Vault Classics 1 (compilation)

## Acteurs notables
- Árpád Miklós
- Zak Spears
- Adam Killian
- Carlo Masi
- Adam Champ
- Brad Patton
- Tom Chase
- Josh Weston
- Jason Crew
- Spencer Reed
- Alex LeMonde
- Ken Ryker